# Beire (jongerentaal)
Beire is een West-Vlaams bijvoeglijk naamwoord en tussenwerpsel dat in 2015 in Vlaanderen tot kinderwoord van het jaar werd verkozen. Aan de verkiezing, georganiseerd door de publieke kinderomroep Ketnet, namen 42000 kinderen deel.
Beire betekent geweldig of tof en heeft daarmee dezelfde betekenis als het Duitse jongerenwoord bärig of het Algemeen Nederlandse voorvoegsel bere- dat pas begin de jaren '60 van vorige eeuw in de standaardtaal opdook.
Beire verwierf eind 2014 algemene bekendheid via de rol van Amber (vertolkt door Jamie-Lee Six) in de Ketnet-serie D5R.